# Acanthostachys strobilacea
Acanthostachys strobilacea (Schult. & Schult.f.) Klotzsch è una pianta della famiglia delle Bromeliacee, diffusa in Brasile, Paraguay e Argentina.